# П'ята печатка
«П'ята печатка» (угор. Az ötödik pecsét) — фільм 1976 року угорського режисера Золтана Фабрі, знятий за однойменним романом 1963 року угорського автора Ференца Шанти. Фільм здобув «Золоту премію» на 10-му Московському міжнародному кінофестивалі та був представлений на 27-му Берлінському міжнародному кінофестивалі. Також стрічку обрали як угорську заявку на премію «Оскар» у категорії «Найкращий фільм іноземною мовою» на 49-й церемонії вручення, проте вона не потрапила до числа номінантів. Фільм вважається одним із найкращих угорських і світових кіношедеврів.

## Сюжет
Під час правління партії «Стрілохрест» в Угорщині під час Другої світової війни четверо друзів спілкуються вночі за столом у шинку, який належить Белі, коли до них приєднується поранений фотограф, який недавно повернувся з фронту. Під час їхнього зібрання до бару заходять двоє офіцерів Партії «Стрілохрест» випити. Після їхнього виходу компанія гірко називає їх убивцями.
Один із друзів, годинникар на ім'я Міклош Дьюриця, ставить Яношу Ковачу моральне запитання про двох гіпотетичних персонажів: Томоцеуша Кататікі та Дьюдью.
Томоцеуш Кататікі був правителем уявного острова, а Дьюдью — його рабом. Всемогутній і безжалісний Кататікі жорстоко поводився з нещасним Дьюдью, але ніколи не відчував докорів сумління, оскільки керувався варварською мораллю свого часу. Дьюдью жив у стражданнях і злиднях, але знаходив розраду в тому, що яку б жорстокість він не зазнавав, він сам ніколи нікого не мучив і залишався невинним із чистим сумлінням. Ким би він волів стати, якби довелося померти та перевтілитися в одного з них?
Фотограф каже, що обрав би Дьюдью, але друзі йому не вірять. Повертаючись додому, ми дізнаємося найпотаємніші секрети їхніх життів. Виявляється, Дьюриця переховує у своїй квартирі єврейських дітей. Тим часом Ласло, пригнічений питанням Дьюриці, напивається і впадає у марення.
Наступного вечора четверо друзів знову збираються в барі, коли офіцери Партії «Стрілохрест» заарештовують їх після доносу фотографа про те, що вони назвали офіцерів убивцями. Їх доправляють до офісу партії, де офіційна особа (Золтан Латинович) змушує їх бити по обличчю вмираючого партизана, щоб отримати свободу. Єдиний, хто підкоряється, — Дьюриця. Вийшовши з будівлі, він перебуває у глибокому потрясінні через те, що сталося. Поки він бреде містом, відбувається бомбардування, а будівлі вибухають і руйнуються.

## У ролях
- Лайош Озе (Lajos Őze) — Міклош Дьюриця
- Ласло Маркуш (László Márkus) — Ласло Кірай
- Ференц Бенце (Ferenc Bencze) — Бела
- Шандор Горват (Sándor Horváth) — Янош Ковач
- Іштван Деґі (István Dégi) — Карой Кесей
- Золтан Латинович (Zoltán Latinovits) — цивільний
- Ґабор Надь (Gábor Nagy) — білявий
- Дьйордь Банффі (György Bánffy) — високий
- Йозеф Вандор (József Vándor) — Мацак
- Ноемі Апор (Noémi Apor) — пані Ковач
- Ільдіко Печ (Ildikó Pécsi) — Ірен
- Маріанн Моор (Marianna Moór) — Люсі
- Рита Бекеш (Rita Békés) — Ержі
- Дьйордь Чергальмі (György Cserhalmi) — ув'язнений комуніст, що помирає
- Ґабор Кіс (Gábor Kiss) — охоронець
- Ґабріела Кіс (Gabriella Kiss) — дочка Дьюриці